# 空ろの箱と零のマリア
『空ろの箱と零のマリア』（うつろのはことゼロのマリア）は、御影瑛路によるによる日本のライトノベル。イラストは鉄雄が担当。2009年1月、電撃文庫（アスキー・メディアワークス）より2009年1月から2015年6月まで全7巻が刊行された。

## ストーリー
3月。中途半端な時期にやってきた転校生・音無彩矢。そのあまりの美しさに息を呑む教室の中で、彼女は教壇に立ち、無愛想にただ自分の名前だけを告げ、教室全体が次の言葉を待っていた。そして、次の言葉は何故か僕―「星野一輝」―の名前。「私はお前を壊すために、ここにいる」そして、突然の宣戦布告。ただ超然と、毅然として言い放ち、静かに微笑む彼女の真意は…!?

## 登場人物

### 主要人物
星野 一輝（ほしの かずき）
主人公。うまい棒をこよなく愛すると同時に、日常を大事にする人間である。そのため『特別』を嫌う。しかし、結果としてそのことが彼を非日常へと誘う事になってしまう。
音無 麻理亜（おとなし まりあ）
ヒロイン。3月という時期外れに転校をしてきた上に、一方的に主人公に宣戦布告を行う。大人が気後れするほどの美少女であり、ある事が原因で高い運転技術や学力等を持つ。
桐野 心音（きりの ここね）
主人公のクラスメイト。明るく、お節介とも取れるが友人の恋を応援する優しい性格の持ち主。
大嶺 醍哉（おおみね だいや）
主人公のクラスメイト。学力に秀でており、入試では全教科で2問しか間違えなかったことが自慢。
臼井 陽明（うすい はるあき）
主人公のクラスメイト。意外と優れた洞察力を見せるが、基本的にはお調子者。しかし一輝の味方を必ずすると宣言する友達思いな面も見せる。
茂木 霞（もぎ かすみ）
主人公のクラスメイトにして、片想いの相手。無表情であり、化粧などもしていない。3月3日の朝に高確率で事故に遭う。
O（オー）
『箱』を頒布する謎の人物。一人称は「私」であるが性別不明。誰にでも成り代わることができ、『箱』の所有者以外の人間には本来、その存在や名前を気付いたり思い出すことはできないという性質を持っている。『箱』を渡した人間がそれをどのように使うのか興味を持っており、そのため所有者の動向を傍観し、どのような『願い』を叶えたとしてもそれを干渉したりはしない。しかし主人公に興味を持ってからはそのスタンスが崩れてきており、変化をつけるために人間を追い詰めるなどの干渉をしたり、主人公の観察を続けるために『箱』を所有者から取り出したこともある。

### その他人物
宮崎 龍（みやざき りゅう）
一輝高校二年生の頃のクラスメイト。
浅海 莉子（あさみ りこ）
高校一年生、麻理亜のクラスメイト。
新藤 色葉（しんどう いろは）
高校三年生、生徒会会長。
柳 悠里（やなぎ ゆうり）
高校三年生、色葉の友。
神内 昂大（かみうち こうだい）
高校一年生。
星野 流香（ほしの るか）
一輝の姉。
柳 奈々（やなぎ なな）
生島 統司（きじま とうじ）
苅野 実柚紀（かりの みゆき）
高校一年生。醍哉、心音、陽明の幼馴染。神内昂大の元彼女。

## 用語
箱
所有者の思いを正確に叶える。ただし願いに対する諦めや否定的な部分も正確に叶えるため、必ずしも所有者が望む通りになるとは限らない。むしろ作中の描写からすると、今までそのような人物が居なかったと取れる。
拒絶する教室
「3月2日をやり直したい」という思いから生まれた箱。3月2日から3日の朝までを延々くり返す。所有者以外の人物は、基本的にそのくり返しの間の記憶を3月2日に戻る度に失ってしまい、またくり返すことによって発生する所有者の人格の変化に気付くことができないという性質を持つ。
出来損ないの幸福
「他人の願いを叶えたい」という思いから生まれた箱。箱と同じように願いを叶えることができる。しかし所有者の「現実世界でそんなに都合よく願い事が叶うはずがない」という思いから、この箱を使った人間は、現実世界ではない箱の中に詰め込まれ、そこで願いを叶えるようである。そのため、現実世界ではこの箱を使った人間は消えてしまう。また、所有者は箱を使った人物と、それにある程度関わった人物の記憶を失くしてしまうという特性を持つ。
泥の中の一週間
「星野一輝に成り代わりたい」という思いから生まれた箱。その所有者は一週間で主人公の体、『時間』を奪い、成立すれば完全に成り代わることができる。
怠惰なる遊戯（たいだなるゆうぎ）
「退屈しのぎがしたい」という思いから生まれた箱。「王降ろしの国」という意味のない殺人ゲームをさせる。ここでのプレイヤーの死は、そのまま現実世界での死を意味する。
罪と罰と罪の影
願い潰しの銀幕

## 既刊一覧
- 御影瑛路（著）・鉄雄[1]（イラスト）、アスキー・メディアワークス〈電撃文庫〉、全7巻

| タイトル | タイトル               | 初版発売日    | ISBN              |
| -------- | ---------------------- | ------------- | ----------------- |
| 1        | 空ろの箱と零のマリア 1 | 2009年1月10日 | 978-4-04-867461-4 |
| 2        | 空ろの箱と零のマリア2  | 2009年9月10日 | 978-4-04-868012-7 |
| 3        | 空ろの箱と零のマリア3  | 2010年1月10日 | 978-4-04-868275-6 |
| 4        | 空ろの箱と零のマリア4  | 2010年6月10日 | 978-4-04-868595-5 |
| 5        | 空ろの箱と零のマリア5  | 2012年7月10日 | 978-4-04-886733-7 |
| 6        | 空ろの箱と零のマリア6  | 2013年1月10日 | 978-4-04-891251-8 |
| 7        | 空ろの箱と零のマリア7  | 2015年6月10日 | 978-4-04-865193-6 |